# یان تاباچنیک
یان تاباچنیک (اوکراینی: Ян Петрович Табачник؛ زادهٔ ۳۱ ژوئیهٔ ۱۹۴۵ − ۱۱ سپتامبر ۲۰۲۳) سیاستمدار، موسیقی‌دان، و آهنگساز اهل اوکراین است.